# Apostolska nunciatura v Črni gori
Apostolska nunciatura v Črni gori je diplomatsko prestavništvo (veleposlaništvo) Svetega sedeža v Črni gori, ki ima sedež v Podgorici; ustanovljena je bila 19. junija 2006.
Trenutni apostolski nuncij je Francis Assisi Chullikatt.

## Seznam apostolskih nuncijev
- Angelo Mottola (19. junij 2006–17. februar 2010)
- Alessandro D'Errico (17. februar 2010–21. maj 2012)
- Luigi Pezzuto (17. november 2012–31. avgust 2021)
- Francis Assisi Chullikatt (1. oktober 2022–danes)